# Сёстры (фильм, 1955)
«Сёстры» (яп. 姉妹, кёдай; англ. Sisters) — японский чёрно-белый фильм-драма режиссёра Миёдзи Иэки, вышедший на экран в 1955 году. В киноленте, снятой по рассказу Фуми Куроянаги, описана жизнь семьи служащего гидростанции в горах, но главное внимание авторы уделяют жизни его дочерей-студенток. Режиссёр Иэки позаботился о том, чтобы молодые актрисы Хитоми Нодзоэ и Хитоми Накахара, исполнившие роли сестёр, смогли в полную меру проявить свойственную им жизнерадостность, которую можно уподобить свежести только что снятых плодов. Фильм искрился молодостью и юмором — теми качествами, которые составляют особенность творчества Иэки.

## Сюжет
Сёстры Кэйко и Тосико уехали в город к тётке и поступили учиться в колледж. Родители их остались жить в горах у электростанции. У старшей сестры спокойный характер, младшая сестра — наивная девушка. Муж тётки старшина артели плотников. И он и тётка хорошо относятся к племянницам, которые растут, не зная никаких забот. На зимние каникулы сёстры уезжают  в горы к родителям и здесь радостно встречают Новый год. А когда начинается учёба, они снова возвращаются в дом тётки. Сёстры знакомятся с бедными семьями, живущими по соседству. Мало-помалу они узнают жизнь. Кэйко заканчивает колледж, Тосико переселяется в общежитие. В это время на электростанции происходит сокращение персонала. Отец, как может, помогает окружающим его людям. По его настоянию Тосико приходится отказаться от школьной экскурсии, которой она ждала с большим нетерпением. Вскоре Кэйко выходит замуж. Но Тосико втайне считает, что старшая сестра любит Ока — юношу, с которым она познакомилась на новогоднем вечере.

## В ролях
- Хитоми Нодзоэ — Кэйко Кондо
- Хитоми Накахара — Тосико Кондо
- Акитакэ Коно — Кэнсаку Кондо
- Хироко Кавасаки — Риэ Кондо
- Эйтаро Сугияма — Хироси Кондо
- Наотаро Накамура — Мицуру Кондо
- Напори Нисидзава — Тадаси Кондо
- Дзюн Татара — Гиндзабуро Исида
- Юко Мотидзуки — Отами Исида
- Такэтоси Найто — Ока
- Тамоцу Тамура — Мицунари Исида
- Кумико Дзё — Хацуэ
- Ёси Като — Токудзи
- Таниэ Китабаяси — Сигэ
- Сэцуко Синобу — госпожа Отиай
- Тайдзи Тонояма — Сандзё

...Сёстры расстаются с детством и вступают в жизнь. Глаза их широко раскрыты в здоровом любопытстве, они учатся критически смотреть на вещи. Свободно, вдохновенно, чутко тянутся кверху эти молодые побеги жизни.  Их рост вызывает тёплую симпатию у зрителя, и не удивительно, что «Сёстры» стали одним из тех фильмов, созданных независимыми киностудиями, которые пользовались наибольшим успехом у зрителей.

## Премьеры
- — национальная премьера фильма состоялась 10 апреля 1955 года[1].

## Награды и номинации
Кинопремия «Кинэма Дзюмпо» (1956)
Номинация:
- за лучший фильм 1955 года, однако по результатам голосования кинолента заняла 12 место.